# Língua nuer
A língua nuer é uma língua nilo-saariana do grupo nilótico ocidental. Essa língua é falada pelos nueres, que vive no sul do Sudão. O nuer é uma das línguas mais faladas na África centro-oriental. Os nueres constituem uma das maiores tribos do sul do Sudão.

## Escrita
O nuer possui um alfabeto baseado no latino com uma ortografia adotada conforme a "Rejaf Language Conference" (1928), modificada mais tarde por missionários. São 12 sons vogais e 20 sons consoantes representados graficamente.. 
Há diversos dialetos do nuer, mas cada um possui um padrão de escrita próprio. Por exemplo, enquanto o /k/ final é pronunciado no dialeto jikany, esse som é omitido nos outros dialetos apesar de serem indicados na ortografia nuer.

## Comunidades nueres
Há diferentes dialetos falados pelos grupos nueres distribuídos pelo sul do Sudão. Há uma tradução da Bíblia em nuer. Alguns nueres vivem no oeste da Etiópia. Estes nueres são chamados gajaak e lou. Os nueres da região de Nasir são chamados gajiok, e aqueles de Waat são chamados lou. Ha também os laweer e os jikueichieng.

## Amostra de texto
Naath dial diethɛ kɛ a lɔr kä päärkɛ kɛ ciaŋ malä a mäni cuŋkiɛn. Tekɛ kɛ car kɛnɛ nhok ti de lät kɛ raan kɛ dämaan a gɔa. 
Português:
Todos os seres humanos nascem livres e iguais em dignidade e direitos. São providos de razão e consciência para agir uns em relações aos outros num espírito de fraternidade.
(Artigo 1º da Declaração Universal dos Direitos Humanos)